# ペトラ・ヨハンナ・ラーゲルクヴィスト
ペトラ・ヨハンナ・ラーゲルクヴィスト (Petra Johanna Lagerkvist) は、悠紀エンタープライズ開発の2D対戦型格闘ゲーム『アルカナハート』シリーズに登場する架空の人物。
担当声優は井上麻里奈。

## キャラクター設定

### 『2』『すっごい!』
典国聖霊庁に数多くの上級官僚を輩出しているラーゲルクヴィスト家の歴代の聖女の中でも突出した聖霊力を有し、ミルドレッド・アヴァロンにも匹敵する人材だとされている。
ミルドレッド失踪の原因の調査と、それと時同じくして発生した関東各地の次元の歪みを解決する任務を受け、エルザとクラリーチェと共に来日する。

### 『3』
西欧聖霊庁ローゼンベルク支部（所在地・神奈川）を設立し、任務に従事するため、日本に引っ越してきた。日本各地に次元の歪みを発生させ、神霊兵器で日本沈没を目論むドレクスラー機関を壊滅させるため、奮闘している。 

## 人物
ドレスのような白い服と縦ロールの髪型が特徴的。両手には専用に開発された対聖霊用の拳銃を2丁持っており、それを用いた「Lagerkvist Gun-Arts（技名ではL.G.Aと略している）」で戦う、法の規律と理論を重視する聖女。
家系の慣例通りに、当初は典国聖霊庁に所属するが、すぐに瑞国聖霊庁に抜擢され、その後最年少で西欧聖霊庁に抜擢されるという異例の人事措置を受ける。当然周囲の反感を買うが、持ち前のプライドの高さと負けん気の強さでそれらを跳ね除けながら任務をこなし、自らの地位を高めている。
他者に隙を見せない厳格な立ち振る舞いが目立つ彼女だが、自分やラーゲルクヴィスト家に対しての侮辱や挑発などの類は受け流すものの、自分直属の部下で大切な友達のエルザとクラリーチェを思う気持ちは人一倍強い。2人を侮蔑に扱い、あまつさえ始末するとの旨を上層部の人間が切り出してきた時は激怒し、その相手に敵対宣言をするほど2人を大事だと思っている。
また、ドレクスラー機関に囚われていたヴァイスやえこを保護して社会復帰をさせようと尽力するなど、人一倍優しい一面も持ち合わせている。

### ノーラ&ローサ・ツンベルク
ペトラに使えている双子の姉妹。ラーゲルクヴィストに代々使えている家系の1つであるツンベルク家の出身で、姉のノーラは主に着替えなどの身の回りの世話を行い、妹のローサは食事などの用意を行っている。幼い頃からペトラと共に育ち、ペトラが人事異動を受ける度に引越し、海外派遣の任務の際にも必ず同行する執事のような人物で、ラーゲルクヴィスト家内部でも敵の多いペトラにとっては数少ない、完全に信用できる存在。なお、年齢はペトラよりも2人のほうが少し上。

## キャラクターの特徴
2丁の拳銃を用いて戦い、主に中距離戦を得意としているキャラクター。ジャンプ攻撃での飛び込みがしにくく自分から攻めるのには向かないが、攻撃のリーチが長く、技の後の硬直を軽減できる技を持つので、相手と一定の距離を置いて戦うと力を発揮しやすい。
なお、使用する拳銃は「エーテルストック」によって必殺技の威力や性能が変わるので、「エーテルストック」の量に気を付けて使う必要がある。

## 技の解説

### 必殺技
L.G.A charge-1
使用したエーテルストックを1個リロードする。モーションが長いため、ある程度距離をおいて使うほうが良い。
L.G.A charge-X
『LOVE MAX!!!!!』にて「L.G.A charge-1」の仕様が変更され、ボタンによってリロード数と硬直時間が変化するようになり、それに合わせて名前も変更された。
L.G.A fire type-α
前方に向けて連続で射撃する。エーテルストックの消費数により発射数が異なり、ない場合は1発だけ撃つ。
L.G.A fire type-β
斜め上に向けて射撃する。エーテルストックの消費数により、弾丸が壁や地面で跳ね返る回数が変わる。
反射の回数はシリーズによって異なるが、ストック消費量が多いほど跳ね返る回数は増える（ない場合は跳ね返らない）。
L.G.A fire type-β´
斜め下に向けて射撃する。それ以外は「L.G.A fire type-β」と同じ。
『LOVE MAX!!!!!』では空中で放つ射撃がこの名前となり、地上版は全てβで統一された。
L.G.A fire type-β´´
『3』で追加された技。「L.G.A. fire type-β」よりもさらに上空に射撃をする。それ以外は「L.G.A fire type-β」と同じ。
L.G.A assault　
『3』で追加された技。前方に向かって回転しながらジャンプする。この技から「L.G.A strike fire」と「L.G.A intense reject」に派生する。
L.G.A strike fire
「L.G.A assault」でジャンプ中に上下に向かって射撃をする。ボタンの入力によって、射撃の角度を変更することが出来る。
L.G.A intense reject
「L.G.A assault」でジャンプ中に相手を両足で掴んで地面に叩きつける投げ技。
L.G.A dodge
相手の技を避ける。この技から「L.G.A counter fire」に派生する。
L.G.A counter fire
「L.G.A dodge」で攻撃を避けた時に、カウンター射撃を行う。ボタンの入力によって相手を打ち上げたり、壁に飛ばしたり、地面に叩きつけたりできる。

### 超必殺技
L.G.A charge-3
使用したエーテルストックを一度にすべてリロードする。「L.G.A charge-1」よりも動作が短く、硬直の軽減にも使える。
L.G.A rapid charge
『LOVE MAX!!!!!』にて『3』の「L.G.A charge-3」より名前が変更された。
エーテルストックを全回復させる点は同じだが、使用後からアルカナゲージ自動回復までのペナルティ時間が増加してしまった。
L.G.A combination fire
最初の攻撃で相手を壁に叩きつけ、連続して射撃を浴びせる。エーテルストックは不要なので、エーテルストックが無い状態でも使用していける。
あら、私としたことが……
少し飛び上がり、斜め下方向に向かって飛び蹴りを放つ。空中でも使用できる。

### クリティカルハート
L.G.A superior fire
両手の銃を合わせ、全エーテルを束ねて巨大なレーザーを放つ。エーテルストックが3個すべて必要となるので、事前にリロードしておく必要がある。
『3』ではエクステンドフォース中に発動すると演出が変化し、地上で2発、上空から一発と、計3発の巨大なレーザーを放ち、威力が大幅に増加する。

## 契約アルカナ
"聖地に座す一角獣" 聖のアルカナ ジラエル (Zillael)
翼を持ったユニコーンのような姿の聖霊。かつて数多の戦地を望まずして駆け抜けた希少な一角獣。グレートブリテン島にある、『聖地』とも呼ばれる人を寄せ付けない深い森の中に住む。かつてはラーゲルクヴィスト家の礎を築いた初代の守護聖獣であった。不安定な方向へと傾く世界を危惧していたジラエルは、同じく未来を憂うペトラに力を与えることを決意する。世界の歪みを正しくせんとするペトラが戦う限り、無償で力を与える。

### 属性効果
クルセイド
溜め成立攻撃の成立に要する時間を短縮する。
パプティズム
受けたダメージを徐々に回復させる。

### アルカナ必殺技
ホーリーボイス
前方向に衝撃波を発生させ、壁まで吹っ飛ばす。発生までが非常に早いのが特徴。
ジャベリン
光の槍を一本飛ばす。発生が遅く、この間に攻撃を受けると消えてしまうので、牽制か硬直の短さを利用した追撃に使うのが良い。
ブレス
攻撃力を上昇させ、1度だけ受けるダメージを半減する。5カウント経過するか、攻撃を受けると消える。コンボ数の多い技だと最初のヒットしか軽減しないので注意。

### アルカナ超必殺技
ホーリーソング
「ホーリーボイス」の強化版。
ファランクス
6本の「ジャベリン」を1度に放つ。攻撃範囲が広いが、発動までの隙が大きい。

### アルカナブラスト
サンクチュアリ
3本の「ジャベリン」を1度に放ち、同時に「ブレス」の効果を得る。このブレスは攻撃を受けても解除されない。

### アルカナフォース
ホーリーランド
「パプティズム」の効果を大きくする。

### アルカナブレイズ
ゴスペル
ジラエルが出現し、角から光を発して攻撃する。空中ガードできるが、発生が早く広範囲を攻撃できる。